# Förenade solidaritets- och utvecklingspartiet
Det Förenade solidaritets- och utvecklingspartiet (vanligen förkortat USDP, av det engelska namnet Union Solidarity and Development Party) är ett politiskt parti i Myanmar. Partiet registrerades den 2 juni 2010 av Burmas valkommission och är efterföljaren till den burmesiska regeringens massorganisation, Förenade solidaritets- och utvecklingsföreningen.
Partiet leds av den burmesiska presidenten Thein Sein och har sitt säte i Naypyidaw. Enligt 2008 års konstitution, är statliga tjänstemän, inklusive ministrar eller presidenter som Thein Sein, inte tillåtna att bilda politiska partier, även om valkommissionen har godkänt partiet.
USDP har rekryterat partimedlemmar genom att erbjuda lån med låg ränta, särskilt i centrala Burma och Rakhine.
I parlamentsvalen 2010 vann USDP 883 av sammanlagt 1 154 platser, 259 av 325 platser i överhuset, 129 av 168 platser i underhuset och 495 av 661 platser i de regionala parlamenten (partiet fick majoritet inom alla parlament utom i delstaten Rakhines).
I parlamentsvalen 2015 mångdubblades Nationella demokratiska förbundet, och USDP rasade till 11 respektive 30 platser.